# Eva Notty
Eva Notty (ur. 7 lipca 1982 w Phoenix) – amerykańska aktorka pornograficzna pochodzenia niemieckiego i portorykańskiego.

## Życiorys

### Wczesne lata
Urodziła się w Tucson w stanie Arizona. W wieku 13 lat była recepcjonistką dla rodzinnej firmy transportowej samochodów ciężarowych.

### Kariera
W 2008 jej przyjaciel przesłał jej zdjęcia do magazynu dla dorosłych „Score”. W 2009, w wieku 27 lat zadebiutowała w filmie Boob Science (2009) z Sethem Gamble. W 2010 otrzymała tytuł Modelki Wielkich Piersi Roku. Stała się znana z produkcji filmów z udziałem aktorek w typie MILF.
Współpracowała z takimi studiami jak Lethal Hardcore, Evil Angel, New Sensations, Pulse Distribution, Brazzers, Girlfriends Films, Venus Girls i Jules Jordan Video. Wystąpiła też w Lucky Stud: Thick Cock Pleases Two Voluptuous Cunnies (2016) z Bridgette B i Ramónem Nomarem, Busty Eva Notty Is Poetry In Fucking Motion (2016) z Seanem Michaelsem, Dirty Wives Club 23309 (2017) z Dannym Mountainem, Come On In: Busty Milf's Massive Titties Jizzed All Over (2017) z Mickiem Blue oraz Big Tits Help Get More Likes (2018) z Johnnym Castle.
Gościła w jednym z odcinków programu Brand X with Russell Brand - pt. „Kevin Smith” (2013) i pojawiła się w serialu dokumentalnym Siedem grzechów śmiertelnych (7 Deadly Sins, 2014) u boku Tommy’ego Gunna.

## Nagrody i nominacje
| Rok  | Nagroda    | Kategoria                        | Film | Inni wykonawcy | Rezultat  |
| ---- | ---------- | -------------------------------- | ---- | -------------- | --------- |
| 2014 | The Fannys | Wykonawczyni MILF roku           | –    | –              | Nominacja |
| 2014 | The Fannys | Najbardziej niedoceniana gwiazda | –    | –              | Nominacja |
| 2015 | AVN Award  | Najgorętsza MILF                 | –    | –              | Nominacja |
| 2016 | AVN Award  | Najgorętsza MILF                 | –    | –              | Nominacja |